# Alma Redemptoris Mater
Pour les articles homonymes, voir Alma.

L’Alma Redemptoris Mater est une prière catholique dédiée à la Vierge Marie. Elle est l'une des quatre antiennes mariales, sans doute la plus ancienne. Composée, à l'origine, en faveur de l'Annonciation, la tradition de l'Église attribue cette antienne à l'office de complies dans la liturgie des Heures.
Inspirée par l'hymne Ave Maris Stella, l'antienne souligne les deux qualités et images de la Sainte Vierge, Marie, étoile de la mer et la Porte du Ciel, ce qui demeure convenable pour la prière réservée à la fin de journée.

## Partition

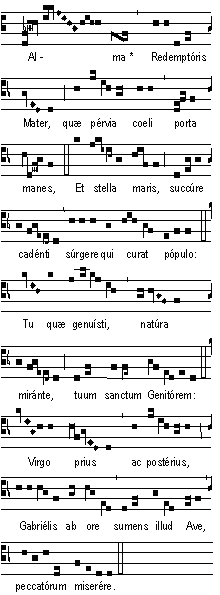

## Texte
| latin | français |
| --- | --- |
| Alma Redemptoris mater, quæ pervia cæli porta manes, et stella maris, succurre cadenti surgere qui curat populo : tu quæ genuisti, natura mirante, tuum sanctum Genitorem, Virgo prius ac posterius, Gabrielis ab ore sumens illud Ave, peccatorum miserere. | Mère du Rédempteur, Porte du Ciel toujours ouverte, Étoile de la mer, Venez au secours d'un peuple qui tombe Mais voudrait se relever. Au grand étonnement de la nature, Vous avez donné le jour à votre Divin Créateur, Et vous êtes restée Vierge après comme avant votre maternité, Vous appuyant sur le céleste Ave que Gabriel vous adresse, Ayez pitié des pécheurs. |

## Corpus antiphonalium officii
Il s'agit d'une antienne grégorienne authentique. Dans le Corpus antiphonalium officii (CAO) de Dom René-Jean Hesbert, cette antienne est référencée comme CAO1356.

## Historique

### Origine
La tradition lui attribuait souvent pour auteur Hermann Contract († 1054),, mais par erreur.
En 1957, Herbert Musurillo, qui avait analysé le texte dans le contexte linguistique, mit en doute cette attribution. D'une part, presque aucun manuscrit ne remonte avant le XIIIe siècle. D'autre part, le texte ne ressemble à aucune œuvre de Hermann Contract, parmi celles qui furent scientifiquement identifiées. Ce Jésuite soulignait aussi que l'antienne était issue des deux premières strophes de l’hymne Ave Maris Stella, qui avait été composée lors de la Renaissance carolingienne en l'honneur de l'Annonciation. L'œuvre est donc postérieure à cette hymne et était conçue pour l'usage plus universel.
Des études de datation ont montré que le manuscrit le plus ancien était celui de la bibliothèque nationale de France 12044, copié entre 1100 et 1115. D'autres manuscrits ont été copiés au XIIe siècle, mais il est difficile de fixer leur date exacte. Il faut remarquer, étant donné l'immense popularité de l'antienne dans les siècles suivants, que l'absence de manuscrit avant le XIIe siècle serait curieuse si l'oeuvre était antérieure. On trouve un autre indice dans le manuscrit dit antiphonaire de Hartker, copié entre 990 et 1000. Originellement, il ne contenait pas d'antiennes mariales. L’Alma Redemptoris mater se trouve dans les folios ajoutés plus tard, ce qui signifie que ces antiennes n'existaient pas encore lorsque l'antiphonaire fut composé vers l'an Mil. D'ailleurs, dans son Repertorium hymnologicum publié en 1892, Ulysse Chevalier avait fixé la composition de l'antienne au XIIe siècle sans détermination d'auteur.
C'est pourquoi, même si les spécialistes sont divisés, de nos jours peu de chercheurs attribuent l'Alma Redemptoris mater au savant moine de Rheichenau :
- Hermann Contract : Louis Abelly (1652)[8], Jean-Baptiste Gergerès (1849), Richard Hoppin (1991)[9], Mark Everist (2018)[10]
- Anonyme ou inconnu : Ulysse Chevalier (1892), Hubert Du Manoir (éd., 1949)[11], Herbert Musurillo (1957), The Harvard Dictionary of Music (2003)[6], Grove Dictionary of Music and Musicians (2008)[12], Lavinia Cohn-Sherbok (2013)[13], Jacques Viret (2017)[14]
- Anonyme ou inconnu (en ligne, 2021) : Université Humboldt de Berlin[15]

Selon ces chercheurs, non seulement l'auteur reste inconnu mais également il ne peut pas être attribué à Hermann Contract. Enfin, en 2020, Lauren Mancia (Brooklyn College) conclut que l’Alma Redemptoris mater était l'une des compositions effectuées au XIIe siècle. Car, ce siècle avait connu une immense évolution dans le domaine liturgique, à la suite de nombreuses innovations techniques, par exemple. L'œuvre était, dans l'optique d'enrichir la liturgie, l'un des fruits de cette évolution.
En ce qui concerne le témoignage, les manuscrits notés les plus anciens sont :
- Bibliothèque de l'abbaye de Saint-Gall, manuscrit 390, dit antiphonaire de Hartker, folio 10, ligne 8 (ajoute du XIIe siècle) [manuscrit en ligne]
- Bibliothèque nationale de France, manuscrit latin 12044, folio 177v (entre 1100 et 1115) issu de l'abbaye de Saint-Maur-des-Fossés[17] [manuscrit en ligne]
- Bibliothèque nationale de France, manuscrit latin 17296, folio 341r (vers 1140 ou avant)[18] [manuscrit en ligne]
- Bibliothèque nationale de France, manuscrit latin 12584, folio 211v (ajoute du XIIe siècle)[19] [manuscrit en ligne]
- Bibliothèque de Chanoines réguliers de saint Augustin à l'abbaye de Klosterneuburg, manuscrit 1013, folio 98r (XIIe siècle) [manuscrit en ligne]
- Bibliothèque de la cathédrale de Worcester, manuscrit F160 (vers 1230)[20]

Comme l'antiphonaire de Hartker possède, parmi tous les manuscrits grégoriens, une meilleure qualité de notation, on transcrit en général la mélodie selon ce manuscrit. Celui de Klosterneuburg était réservé à la fête de l'Annonciation. Cet usage pour l'Annonciation est confirmé par d'autres manuscrits, par exemple, ledit Hartker pour ses laudes. Le manuscrit de Worchester, quant à lui, présente que son usage était réservé à l'office de Tierce de cette fête. Quel que soit l'office, le chant se consacrait à l'Annonciation.
La mélodie d'après le rite de Sarum était différente de ces manuscrits. Audry Ekdahl Davidson restitua, en 1977, cette version . Au Moyen Âge, la version de Sarum était très diffusée en Angleterre avec sa propre mélodie. Or, ledit manuscrit F160 de Worcester indique qu'au XIIIe siècle, la  version continentale aussi était déjà en usage outre-Manche.

### Pratique au Moyen Âge
Il est vraisemblable que l'usage des antiennes réservées à la Vierge Marie n'était pas, à l'origine, fixé. Par exemple, l'abbé-primat de la confédération bénédictine en Angleterre admettait en 1343 leur usage libre en faveur de la dévotion. Toutefois, les Franciscains établirent tôt un usage plus centralisé, à savoir seules quatre antiennes mariales après l'office de complies selon le calendrier. Le témoignage le plus ancien est en effet un décret du chapitre général des  Franciscains qui fut adopté à Metz en 1249, selon lequel quatre antiennes mariales furent regroupées,. Il fallait attendre longtemps, de sorte que cette coutume soit généralisée. Les Bénédictins en Angleterre suivirent en 1343 cet usage post-complies, en dépit de ladite recommandation.
En 1350, le pape Clément VI aurait fait officialiser l'usage de quatre antiennes dans toutes les églises suivant le rite romain,, ce qui reste hypothétique. Toutefois, leur usage ne fut pas concrètement établi jusqu'à la Contre-Réforme, surtout pour les vêpres. Ainsi, d'après Michel Huglo, même au XVe siècle, la pratique était très variée pour l’Alma Redemptoris mater : le dimanche à Aix-en-Provence ; le lundi à Senlis ; le vendredi à Sélestat ; pas encore à l'abbaye de la Chaise-Dieu et à l'abbaye de Saint-Benoît-sur-Loire,.
Il existe un manuscrit particulier, qui fut copié dans ce XIVe siècle. Il s'agit d'une prose mariale en dix strophes, n'ayant aucune attribution à une fête mariale déterminée, de laquelle le manuscrit se conserve dans la bibliothèque nationale de France latin 5247, folios 138v - 139v . Ce type de pratique se trouvait notamment chez les Dominicains.
En fait à Paris, cette antienne était d'abord destinée à la procession solennelle qui était tenue dans l'église, car elle se trouvait dans les processionnaux et non dans les bréviaires. L’Alma Redemptoris mater était, donc au XIIIe siècle, chantée pour la procession suivant l'office de tierce de fêtes les plus importantes : jour de Noël, Pâques, Ascension, Pentecôte, trois fêtes mariales (Sainte Marie Mère de Dieu, Annonciation, Nativité de Marie) et la fête de saint Denis de Paris. Parmi plusieurs antiennes mariales, celle-ci était singulièrement réservée à ces processions et son usage pour l'office de complies n'apparut, à la Notre Dame de Paris, que vers 1330 ou plus tard,.
En bref, d'une part, il s'agissait de l'une des antiennes particulières qui avaient perdu le rapport avec les psaumes. D'autre part, celle-ci gardait une bonne popularité à la fin du Moyen Âge, grâce à une composition plus sophistiquée en comparaison des antiennes plus anciennes.

### Ars antiqua et Ars nova

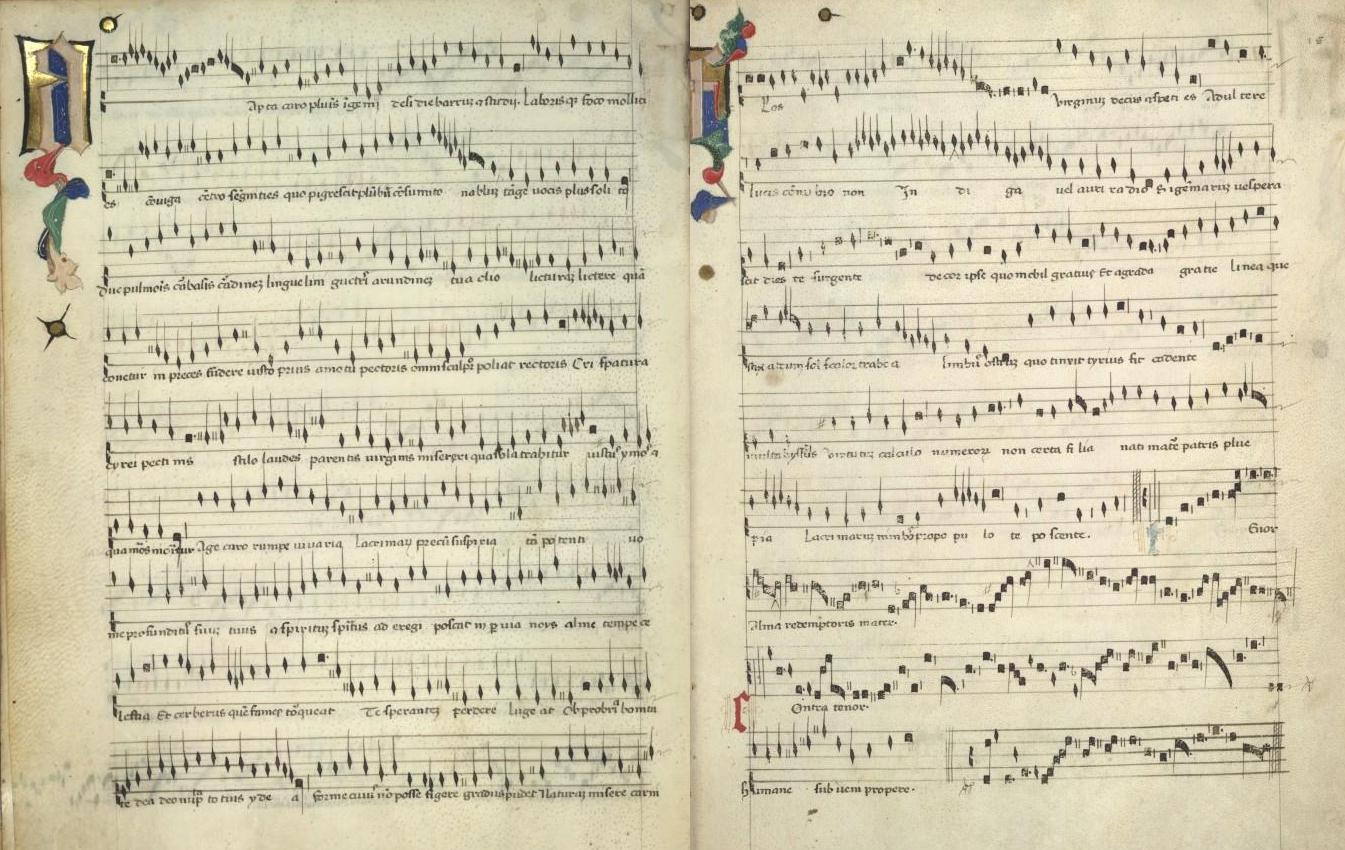
Manuscrit α M.5.24 de la bibliothèque Estense à Modène (folios 17v - 18, Alma Redemptoris Mater à la dernière partie en neumes). Les fidèles chantaient habituellement l'antienne (donc en neumes) tandis que les parties de solistes avaient pour but d'orner cette antienne.

L’Alma Redemptoris mater est un témoin du mouvement Ars nova. Ce qui concerne était un motet isorythmique à trois voix, composé sans doute au milieu du XIVe siècle. Selon l'incipit, le chant s'appelle Apta caro. Il se compose avec deux autres textes, Apta caro plumis ingenii et Flos virginum decus et species. Huit manuscrits retrouvés, y compris célèbre Codex Chantilly, on considère que cette composition était assez réputée. L'auteur hypothétique est Philippe de Vitry, mais cette attribution reste incertaine.
Avant que la musique polyphonique ne devienne florissante, le codex Las Huelgas donnait un autre exemple de l'évolution. Copié avant ou vers 1400, ce manuscrit aussi contient le motet double en Ars antiqua Ave Regina Cælorum / Alma Redemptoris mater, qui accompagne la voix de ténor pour la mélodie originelle (motet n° 121, folio n° 113°).
Cette façon de composition en mélange était, bien entendu, ce que l'Église n'autorisait pas. Avec sa décrétale Docta Sanctorum Patrum, le pape Jean XXII l'avait interdite en 1323. Toutefois, le mouvement ne disparut jamais.

### Premières polyphonies
Vers 1400, les compositeurs commencèrent à paraphraser l’Alma Redemptoris mater en polyphonie. Toutes les premières compositions se trouvent en Angleterre. On compte trois compositeurs qui étaient contemporains.
D'abord, l'œuvre de John Dunstaple est un motet à 3 voix, composé après 1410. Compositeur anglais, mais ses manuscrits se conservent en Italie, à Bologne, à Trente, à Milan, à Modène et à Aoste. En fait, la plupart des œuvres de ce compositeur se trouvent dans les archives du continent européen. La mélodie est attribuée à la voix de ténor et cette dernière est suivie des autres voix en alternance.
Ensuite, la composition de John Foreste, dont on ne connaît guère la vie, est très originale. Il s'agissait d'un exemplaire de l’Alma Redemptoris mater des cantilènes, qui étaient très rares au Royaume-Uni. De même, c'est une composition de déchant à trois voix [partition en ligne]. Par ailleurs, un autre motet de Foreste Ascendit Christus était composé à la base de cette antienne. Car, celui-ci fut écrit à la suite de la bataille de Chef-de-Caux, le 15 août 1416. Il est normal que le choix de mélodie avait été fait en raison de cette fête mariale, Assomption de Marie.
Enfin, Leonel Power laissa sa messe Alma Redemptoris mater à trois voix, dans laquelle la voix de ténor chante toujours la même mélodie issue de l'antienne tandis que les deux autres la développent. Il est certain qu'il était un musicien important car il était en service auprès de la cathédrale de Canterbury.
Il est à noter qu'à cette époque-là, l'antienne était surement pratiquée dans cette région de Canterbury. En effet, elle était mentionnée par Geoffrey Chaucer dans Le Conte de la prieure, une des histoires des Contes de Canterbury  et . Dans la plupart des versions de Cléomadès, la pièce que l'enfant chantait n'était pas cette antienne, mais souvent la Gaude Maria et parfois la Salve Regina, la Ave Regina. Sans doute Chaucer choisit-il ce qu'à cette époque-là pratiquait sa paroisse.

### À l'époque de la Pré-Renaissance
Il existe une forte tendance, au regard des compositions suivantes en polyphonie. Presque tous ses compositeurs étaient en effet ceux de l'école franco-flamande : Guillaume Dufay, Johannes Ockeghem, Gaspar van Weerbeke, Josquin des Prés, Heinrich Isaac. Il faut ajouter, dans la liste, Jean Lhéritier, qui était un autre compositeur français distingué. Et ces musiciens se déplaçaient : Ockeghem à Tours sous Charles VII, Louis XI et Charles VIII ; Weerbeke à Milan pour Jean Galéas Sforza ; Josquin des Prés au Vatican sous le pontificat d'Innocent VIII ; Isaac en Autriche pour Maximilien Ier. Aussi contribuèrent-ils à diffuser l’Alma Redemptoris mater sous la protection de ces princes.

### Contre-Réforme
Si cette œuvre était déjà diffusée, il est vraisemblable que la réforme à la suite du concile de Trente contribua à faire établir l'usage dans tous les pays catholiques en Europe.

En admettant qu'il s'agît d'un livre publié en 1706 à Paris, l’Office de la Vierge Marie, suivant la réformation du S. Concile de Trente et du Pape Urbain VIII, disposé à l'usage des religieuses de la Visitation de Sainte Marie précisait la pratique selon le rite tridentin :

« Après l'on dit une des Antiennes suivantes à genoux, si ce n'est au temps de Pâques, et tous les samedis depuis Vêpres jusques après les Complies du Dimanche, que l'on la dit debout. ... Dès les premiers Vêpres du Dimanche de l'Avent jusques à la Purification inclusivement, l'on dit cette Antienne. Alma Redemptoris Mater, ... Et dès les premières Vêpres de la Nativité de Notre-Seigneur, l'on dit la même Antienne, Alma Redemptoris Mater, ... Puis l'on dit ce qui suit. V[erset] Post partum, Virgo »

En dépit de la différence des oraison et des répons, cette antienne était donc chantée, auprès de l'ordre de la Visitation, avant et après Noël. L’Annonciation par l'archange Gabriel, qui est mentionnée dans le texte, explique cette période d'usage. Encore est-il à noter que ce qui donna l'approbation à cet ordre n'était autre que le pape Urbain VIII.
Toutefois, l'usage restait encore pour l'office de complies au XVIe siècle, et pour les vêpres cette antienne était pratiquée de plus en plus, vraisemblablement après l'adoption de l’Officium Parvum Beatæ Mariæ Virginis (Petit livre d'office de Notre Dame) dans le bréviaire romain par le pape Pie V en 1568, ainsi que la publication du dit cérémonial de Clément VIII en 1600.
En ce qui concerne la composition musicale, deux grands musiciens qui étaient fidèles à la Contre-Réforme écrivirent leurs motets, Giovanni Pierluigi da Palestrina et Tomás Luis de Victoria. Ce dernier, qui était prêtre de la congrégation de l'Oratoire, le composa dans cette optique et précisa son usage particulier dans sa publication, Sabato in Aduentu Domini (samedi de l'Avent du Seigneur). Par ailleurs, la messe parodie Alma Redemptoris mater de Vincenzo Ruffo, sortie en 1544, est considérée comme première messe en polyphonie qui eût été publiée par un compositeur italien. Ruffo restait lié à la Contre-Réforme très étroitement, et surtout servait à la cathédrale de Milan à partir de 1563, en qualité de maître de chapelle, sous Charles Borromée, qui demeurait un grand artisan de la Contre-Réforme. On peut considérer qu'avec plein de catholicisme, le texte adaptait aisément à cette grande réforme liturgique. L'un des deux motets de Roland de Lassus, celui à huit voix, fut publié en tant qu'œuvre posthume en 1604. Il s'agit d'un véritable chef-d'œuvre qui représente aussi les œuvres de la Contre-Réforme, grâce à sa caractéristique dévotionnelle et mystique. Enfin, on trouve, dans le répertoire de Lassus, plusieurs versions des quatre antiennes mariales, composées notamment à partir des années 1580, ce qui indique que la réforme fit établir l'usage de celles-ci, y compris Alma Redemptoris mater, dans les offices de soir, vêpres et complies.

### À l'époque de la musique baroque
Il est à remarquer qu'au XVIIe siècle, l'antienne attirait de grands compositeurs italiens, tels Francesco Cavalli, Giovanni Legrenzi, Giovanni Battista Bassani. En France, Marc-Antoine Charpentier, qui avait été formé à Rome, en composa deux motets, mais cela restait une exception avec Nicolas Bernier.
Le livre de la liturgie des Heures selon le rite parisien, qui fut publié en 1715 sous le cardinal-archevêque de Paris Louis-Antoine de Noailles, précisait : « Depuis le premier Dimanche de l'Avent jusqu'à Noël » avec le verset « Angelus Domini nuntiavit Mariæ. », le répons « Et concepit de Spiritu sancto. » et l'oraison « Gratiam tuam, ... »  À partir de Noël jusqu'à la Chandeleur, avec le verset « Post partum virgo inviolata permansisti. », le répons « Dei genitrix intercede pro nobis. » et l'oraison « Deus, qui falutis... ». Ce grand cardinal cherchait une conciliation entre le rite romain et le rite parisien, en luttant contre le jansénisme. La liturgie d'après le rite romain était gardée avec la pratique de quatre antiennes mariales.
Contrairement à ceux qui furent composés à l'époque de la musique baroque, et si le XIXe siècle connaissait un grand nombre de petits motets pour la liturgie catholique, l'antienne n'intéressa aucun grand compositeur pour la musique romantique. On compte cependant quelques pièces justement réservées à la liturgie.

### Usage actuel
L'une des quatre antiennes mariales, celle-ci reste toujours en usage à la fin de la célébration, tant à la messe que lors des offices de la liturgie des Heures. Selon la tradition :

- à partir des premières vêpres du premier dimanche de l'Avent (célébrées le samedi soir précédent)
- jusqu'aux secondes vêpres de la Chandeleur ou fête de la Présentation de Jésus au Temple (à savoir le 2 février, 40 jours après Noël) incluses.

Le Calendarium Concilii Vaticani II confirme cet usage :

- Tempus adventus
- ad Completorium (complies, à la fin de journée)

En 1987, Jean-Paul II précisait : « Chaque jour, à la fin de la Liturgie des Heures, l'Église fait monter vers Marie une invocation, celle-ci entre autres : Sainte Mère de Rédempteur, porte de ciel, etc. »
On préfère toujours son exécution en grégorien. D'où, il y a peu de composition musicale contemporaine. Mais on en compte quelques œuvres récemment composées.

## Mise en musique

### À la Renaissance
- John Forest (vers 1370 - 1446)[52] : œuvre à 3 voix[53] [partition en ligne]
- John Dunstaple (vers 1390  - † 1453) : motet à 3 voix (vers 1410)[35]
- Guillaume Dufay (vers 1400 - † 1474) :
  - motet à 3 voix (I)[54]
  - motet à 3 voix (II, après 1440)[55],[54]
- Johannes Ockeghem (vers 1410 - † 1497) : motet à 4 voix[56]
- Gaspar van Weerbeke (vers 1445 - † vers 1516) : motet[57]
- Josquin des Prés (vers 1450 - † 1521) : motet combiné avec l’Ave Regina[58]
- Heinrich Isaac (vers 1450 - † 1517) : motet à 4 voix (vers 1515)[59]
- Andreas de Silva (vers 1475 - † 1530) : motet[60]
- Jean Lhéritier (vers 1480 - † après 1551) :
  - motet à 4 voix[61]
  - motet à 5 voix[62]
- Jachet de Mantoue (1483 - † 1559) : motet[63]
- Cristóbal de Morales (vers 1500 - † 1553) : motet à 5 voix[64] [partition en ligne]
- Giovanni Pierluigi da Palestrina (vers 1525 - † 1594) :
  - motet à 4 voix, dans le recueil Motectorum liber secundus (1582)[65]
  - motet à 8 voix, manuscrit Cappella Giulia XIII 24[66]
- Francisco Guerrero (1528 - † 1599) : motet à 4 voix (1584)[67] [partition en ligne]
- Roland de Lassus (1532 - † 1594) : 
  - motet à 6 voix, dans les Motetta, sex vocum, typis nondum uspiam excusa (1582)[68]
  - motet à 8 voix, dans le Magnum opus musicum (1604)[69]
- Tomás Luis de Victoria (1548 - † 1611) : 
  - antienne à 5 voix accompagnée d'orgue (1572)[70] [manuscrit en ligne] [partition en ligne]
  - antienne à 8 voix (1581)[71] [partition en ligne]
- Aires Fernandes (vers 1550 - † vers 1600) : motet pour chœur (vers 1600)[72]
- Felice Anerio (vers 1560 - † 1614) : œuvre à 4 voix[73]
- Peter Philips (vers 1560 - † 1628) : motet à 8 voix accompagné de basse continue, dans les Cantiones Sacræ Octonis Vocibus (1613)[74]
- Gregor Aichinger (1565 - † 1628) : motet d'antienne à la Vierge Marie pour chœur à 4 voix[75]
- Asprilio Pacelli (1570 - † 1623) : motet[76]
- Christian Erbach (vers 1570 - † 1635) : motet[77]

### Musique baroque
- Antoine Boësset (1587 - † 1643) : motet à 4 voix accompagné d'orgue[78]
- Francesco Cavalli (1602 - † 1676) : cantate à 5 voix avec basse continue (1656)[79]
- Chiara Margarita Cozzolani (1602 - † vers 1678) : antienne mariale pour soprano, basse et orgue (1642)[80]
- Natale Monferrato (1603 - † 1685) : antienne à la Vierge Marie pour voix unique et basse continue[81]
- Giovanni Legrenzi (1626 - † 1690) : motet pour 2 sopranos et basse continue, dans le recueil Sentimenti devoti, op. 6, n° 3 (ou PR30 3) (1660)[82]
- Marc-Antoine Charpentier (1643 - † 1704) : 
  - motet pour 2 sopranos et basse continue, H21 (1677)[83]
  - motet pour 3 solistes, chœur à 4 voix et instruments, H44 (vers 1696)[84]
- Giovanni Battista Bassani (vers 1650 - † 1716) : motet pour une seule voix et basse continue, dans un recueil op. 12 (1692)[85]
- Marc'Antonio Ziani (vers 1653 - † 1715) : cantate pour alto et instruments (après 1680)[86]
- Gaspard Le Roux (vers 1660 - † 1707) : motet accompagné de basse continue, dans le manuscrit Bnf Vm1 1175bis[87]
- Johann Joseph Fux (1660 - † 1741) : motet pour soprano et accompagnement, K191 (vers 1715)[88],[89]
- Nicolas Bernier (1665 - † 1734) : motet à une seule voix accompagné de basse continue, op. 1, n° 14 (1703)[90]
- Jan Dismas Zelenka (1679 - † 1745) : motet pour alto et instruments (1730)[91]
- Johann David Heinichen (1683 - † 1729) : motet pour alto et instruments (1726)[92]
- Francesco Durante (1684 - † 1755) : motet pour solo et instruments (1739)[93] [manuscrit en ligne]

### Musique classique
- Baldassare Galuppi (1706 - † 1785) : motet pour soprano et instruments (1775)[94] [manuscrit en ligne]
- Ferdinando Bertoni (1725 - † 1813) : œuvre pour alto et instruments (1760)[95]
- Pasquale Anfossi (1727 - † 1797) : œuvre pour soprano et instruments (1778)[96]
- Istvánffy Benedek (1733 - † 1778) : antienne à la Vierge pour 2 sopranos, chœur à 4 voix et instruments[97]
- Michael Haydn (1737 - † 1806) : antienne mariale pour chœur à 4 voix et orchestre en faveur de l'Avent et Noël, MH637 (1796)[98]
- Nicolas Couturier (1840 - † 1911) : œuvre pour soprano, ténor, basse et orgue (1862)[99]
- Nicolas-Joseph Wackenthaler (1840 - † 1913) : œuvre pour une voix basse (1868), op. 31, n° 1[100]
- Jean Roger-Ducasse (1873 - † 1954) : motet pour soprano, chœur à 4 voix et orgue (1911)[101]

### Musique contemporaine
- Bayan Northcott (1940 - ) : œuvre pour 3 voix d'hommes (2000)[102]
- Rihards Dubra (1964 - ) : œuvre pour chœur à 5 voix (1997)[103]
- Jean-René André (1967 - ) : œuvre pour soprano, alto et orgue (2014)[104]
- Thomas Lacôte (1982 - ) : motet pour chœur de femmes ou d'enfants accompagné d'orgue (2017)[105]

### MesseAlma Redemptoris mater
- Leonel Power (vers 1375 - † 1445) : messe à 3 voix[106]
- Pierre Moulu (vers 1484 - † 1550) : messe à 5 voix, version longue et version courte[107]
- Cristóbal de Morales (vers 1500 - † 1553) : messe à 5 voix (1544)[108] [partition en ligne]
- Pierre Cadéac (vers 1505 - † vers 1565) : Missa cum quatuor vocibus (à 4 voix) Ad imitationem moduli Alma Redemptoris, condita. Nunc primum in lucem edita (1556)[109] [partition en ligne]
- Vincenzo Ruffo (1508 - † 1587) : messe à 4 voix dans le Liber quartus missarum quinque (1544)[110]
- Tomás Luis de Victoria (vers 1548 - † 1611) : messe à 8 voix en double-chœur (1600)[111] [manuscrit en ligne] [partition en ligne]
- Anselm Viola i Valentí (1738 - † 1798) : messe à 8 voix en double-chœur[112] [extrait de partition en ligne]

### Œuvre instrumentale
- Léonce de Saint-Martin (1886 - † 1954) : pièce dans le recueil Symphonie mariale. orgue, op. 40 (1949)[113]
- Peter Maxwell Davies (1934 - † 2016) : sextuor à vent, op. 5 (1957)[114],[115]

#### Notices
- Académie de chant grégorien  (antienne Alma Redemptoris mater)
- Bibliothèque nationale de France

#### Site du Vatican
- Lettre encyclique de Jean-Paul II le 25 mars 1987
- Audience générale de Jean-Paul II le 7 janvier 2004  (catéchèse)
- Agence Fides le 24 novembre 2006  pour trouver la traduction en plusieurs langues

#### Synopsis et liste de manuscrits

##### Université de Ratisbonne
- Antienne
- Antienne (simplex)

##### Université de Waterloo
- Liste de mélodies et de manuscrits

##### Université Humboldt de Berlin
- Liste de manuscrits

#### Écouter en ligne
- Ton simple [écouter en ligne] (Schola Sanctæ Scholasticæ / chœur de l'abbaye Notre-Dame de Quarr (congrégation de Solesmes), Royaume-Uni) avec partition
- Ton solennel [écouter en ligne] (chœur de l'abbaye Sainte-Cécile, Royaume-Uni)